# Holokauszt Emlékközpont

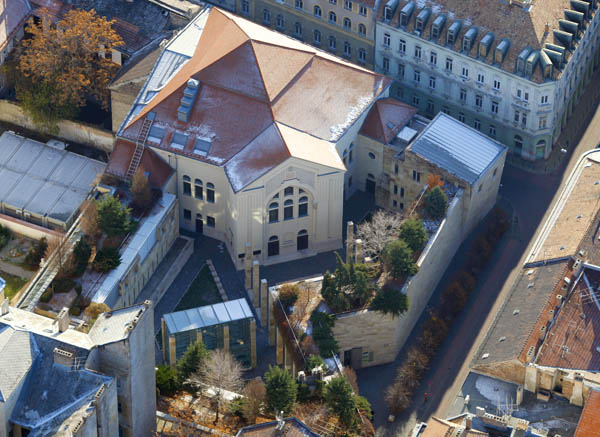
Luftaufnahme

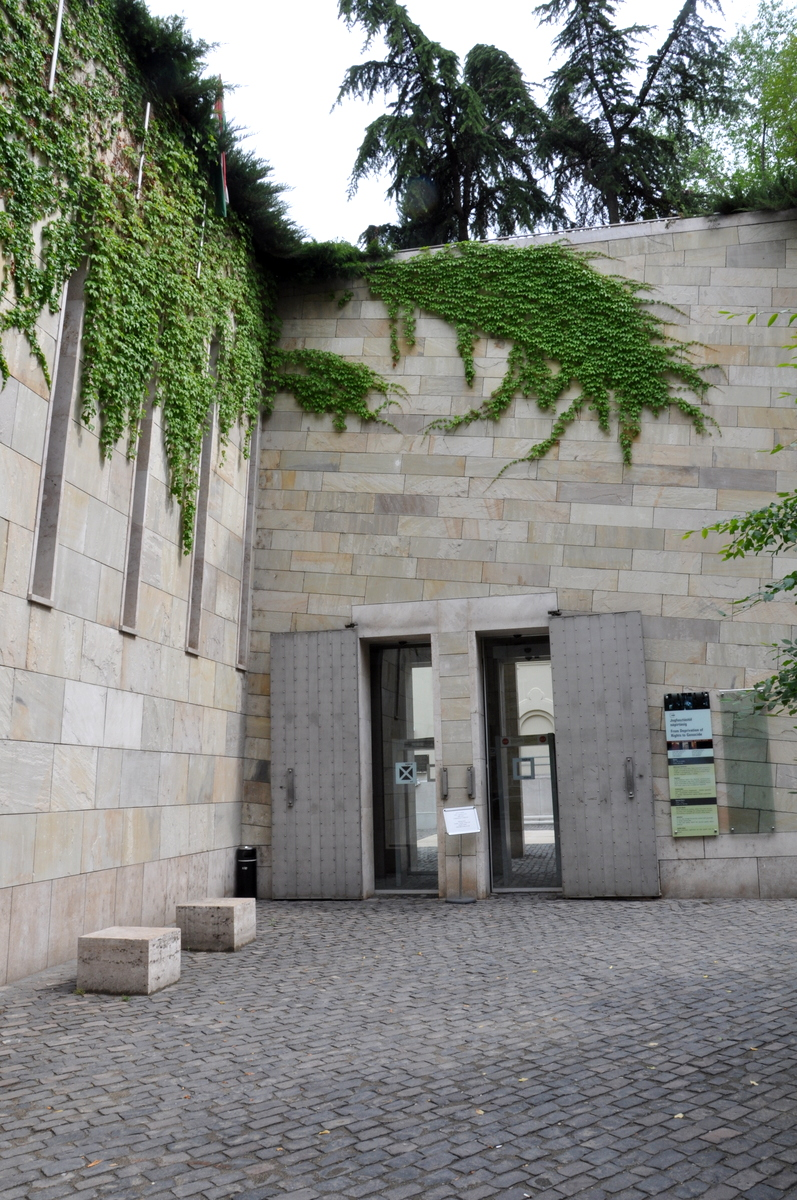
Eingang

Das Dokumentationszentrum Holokauszt Emlékközpont in Budapest, auch analog zum amerikanischen Namen Holocaust-Memorial-Center benannt, wurde in der Páva-Synagoge und dem daran anschließenden Neubau von István Mányi  nach mehrjährigen Vorarbeiten im Jahr 2004 eröffnet. In Budapest ist das Holokauszt Emlékközpont neben dem Historischen Museum, dem Jüdischen Museum bei der Großen Synagoge in der Dohány-Straße und dem Terror Háza Múzeum (Haus des Terrors; ehemals Sitz der ungarischen Pfeilkreuzlerpartei) der vierte Ort, an dem die Judenvernichtung (vor allem im Ungarn während des Zweiten Weltkriegs) mit unterschiedlichen Schwerpunkten dokumentiert und erforscht wird. Mehrere Hunderttausend jüdische Ungarn wurden ermordet. Der größte Teil der ungarischen Juden außerhalb von Budapest wurde nach der deutschen Besetzung Ungarns im Frühling und Frühsommer 1944 vom Eichmann-Kommando unter Adolf Eichmann mit Zugtransporten ins Vernichtungslager KZ Auschwitz deportiert und dort umgebracht. Staatliche Institutionen in den Provinzverwaltungen und der Gendarmerie und die Mitglieder der Pfeilkreuzler-Partei betätigten sich bei der Ghettoisierung, Deportation und der Verfolgung der ungarischen Juden in großem Umfang als Kollaborateure.

## Leitung
Leiter des Dokumentationszentrums war von 2009 bis Mai 2011 László Harsányi, der nach einem Streit um die inhaltliche Gestaltung der Ausstellung vom neu konstituierten Aufsichtsgremium unter dem Vorsitz von György Haraszti abberufen wurde. Bei der Auseinandersetzung ging es vor allem um die Bewertung der Beteiligung des ungarischen Horthy-Regimes (1920–1944) an der massenhaften Ermordung ungarischer Staatsbürger jüdischen Glaubens. Als kommissarischer Leiter des Museums/Forschungsstätte wurde Szabolcs Szita eingesetzt.

## Plan eines Holocaust-Museums
Das Museum soll am Ort des stillgelegten Józsefváros-Bahnhofs sein, wo viele ungarische Juden deportiert wurden. Ein Davidstern zwischen Türmen mit Fassaden, die zusammengestellten Waggons ähneln, markiert den Eingang. Der Name wird House of Fates sein, nach dem Roman Fateless von Imre Kertesz. Die Planung obliegt der umstrittenen Historikerin Mária Schmidt.